# リーダイン
リーダイン（LEADAIN）は、タイトーのコンピューターゲーム『ダライアスII』に登場するボスキャラクターで、架空の宇宙戦艦。ここでは同シリーズの他の棘皮動物モチーフキャラクターも記載。

## 特徴
『ダライアス』のシリーズではダライアスIIにのみ登場する。
ウニがモチーフだが、本当のウニにはない4本の触手を備えており、3段階に形態を変えてシルバーホークを攻撃してくる。

## 能力
ステージ5のL、N、Oゾーンボスとして登場。
はじめは4本の触手をゆらめかせ、ウニの棘を模した棘型ミサイルを全方位12方向に一発ずつ撃ってくるが、触手を縮めると、4本一緒になってシルバーホークを狙ってくる。触手を破壊すれば形態が変化して第二攻撃に移るが、時間が経てば、触手は自爆する。
第二形態では殻が上下に分かれ、自機に狙いを付けて止まると、そのまま上下から押し潰そうとする。時々本体と合体し、全方向12方向に棘ミサイルを撃つ。この本体に一定量の攻撃を加えるか、時間が経つと自爆し、内部コアが現れる。
内部コアは全身が弱点だが、ひも状に伸びた体の先端からはレーザーを飛ばし円運動しながら赤い弾も飛ばし、ひも状部分は一定時間経つと、自機に狙いを付けて伸ばしてくる。
このように3形態全ての攻撃を突破しなければならないので、長期戦が避けられないボスである。倒すと爆破消滅した後にロボカップが落ちていくが、極稀に落下するロボカップが同社のアクションゲーム『べんべろべえ』の敵キャラクターである「日吉の山のらすかる」に変化することがある。

## メガドライブ版
メガドライブ版ダライアスIIでも大まかな攻撃方法は同じだが、第一形態では棘ミサイルは飛ばしてこない。
また、最終形態ではレーザーを撃たない代わりに全8方向に弾を撃つのがアーケード版と異なる。そして、ひも状部分を伸ばす攻撃がアーケード版よりもつらくなっている。
出現場所もO以外は、K、M、に配置換えとなっている。

## スーパーダライアスII
PCエンジン版『スーパーダライアスII』では、数少ない純正ボスとして登場している。第二形態時にも弾を撃ってくる。

## ファイアースター（FIRE STAR）
PCエンジン版『スーパーダライアス』には、業務用『ダライアス』でボツになって、家庭用で復活した本種と同じ棘皮動物型戦艦で、ヒトデモチーフのファイアースターが登場する。
他のボスと事なり、ヒトデの裏を斜めから見たような姿で登場。5つの腕の先端から放物線軌道の弾を撃ち、中央の口からは、撃つと破壊不可能な弾を撃ち返す子ヒトデ弾を撃つ。色は青と白。
スーパーダライアスIIでは中ボスとなって登場。ゲームボーイアドバンス版ダライアスRでは最終ボスとなっている。

## その他の棘皮動物型キャラクター
シリーズには他にも、このような棘皮動物モチーフのキャラクターが存在する。

### ダライアス外伝
『ダライアス外伝』では、ヒトデ型の大型敵にヘルハンド（HELLHAND）が登場する。はじめは何にもしてこないが、一定量ショットを撃ち込むと裏返って、中央の口から弾を連射してくる。

### Gダライアス
『Gダライアス』には、最終ステージνで、ユメナマコ型中ボスのドリームテンダー（DREAM TENDER）が登場する。
上下にウェーブを撃ち、頭部（ナマコの口に当たる部分）からナパーム弾を3発発射する。
キャプチャー後は、このナパーム弾をコマンド攻撃で撃つことが出来る。